# Fenway Park
Pour les articles homonymes, voir Fenway.
Le Fenway Park est un stade de baseball situé dans le quartier de Fenway à Boston, dans le Massachusetts. Inaugurée le 20 avril 1912, l'enceinte sportive est toujours exploitée à ce jour, ce qui en fait le plus ancien stade de baseball utilisé en ligue majeure depuis la démolition du Tiger Stadium de Détroit. Les Red Sox de Boston y jouent à domicile depuis 1912.
Sa construction initiale a coûté 650 000 dollars. Situé au cœur de la ville, le Fenway Park est atypique de par son champ gauche réduit et est notamment célèbre pour le « Green Monster » (le Monstre-Vert), un mur haut de 37 pieds (11 mètres) dans le champ gauche. Ce mur comprend toujours un tableau d'affichage manuel.
L'environnement urbain du stade limite son extension. Des sièges y sont régulièrement ajoutés en haut du Green Monster, en terrasse derrière le Pesky Pole, afin d'augmenter la capacité du stade qui est désormais de 21 400 personnes. Le Fenway Park reste cependant le plus petit stade de la ligue majeure de baseball.
Le Fenway Park a été ajouté à la liste du Registre national des lieux historiques le 7 mars 2012.

## Localisation
Le Fenway Park est situé au cœur de la ville de Boston, à quelques dizaines de mètres du Kenmore Square et de sa station de train Kenmore Station. Présent depuis les années 1960, le panneau publicitaire lumineux de la marque Citgo est devenu au fil des saisons un point de rendez-vous pour les fans de baseball.

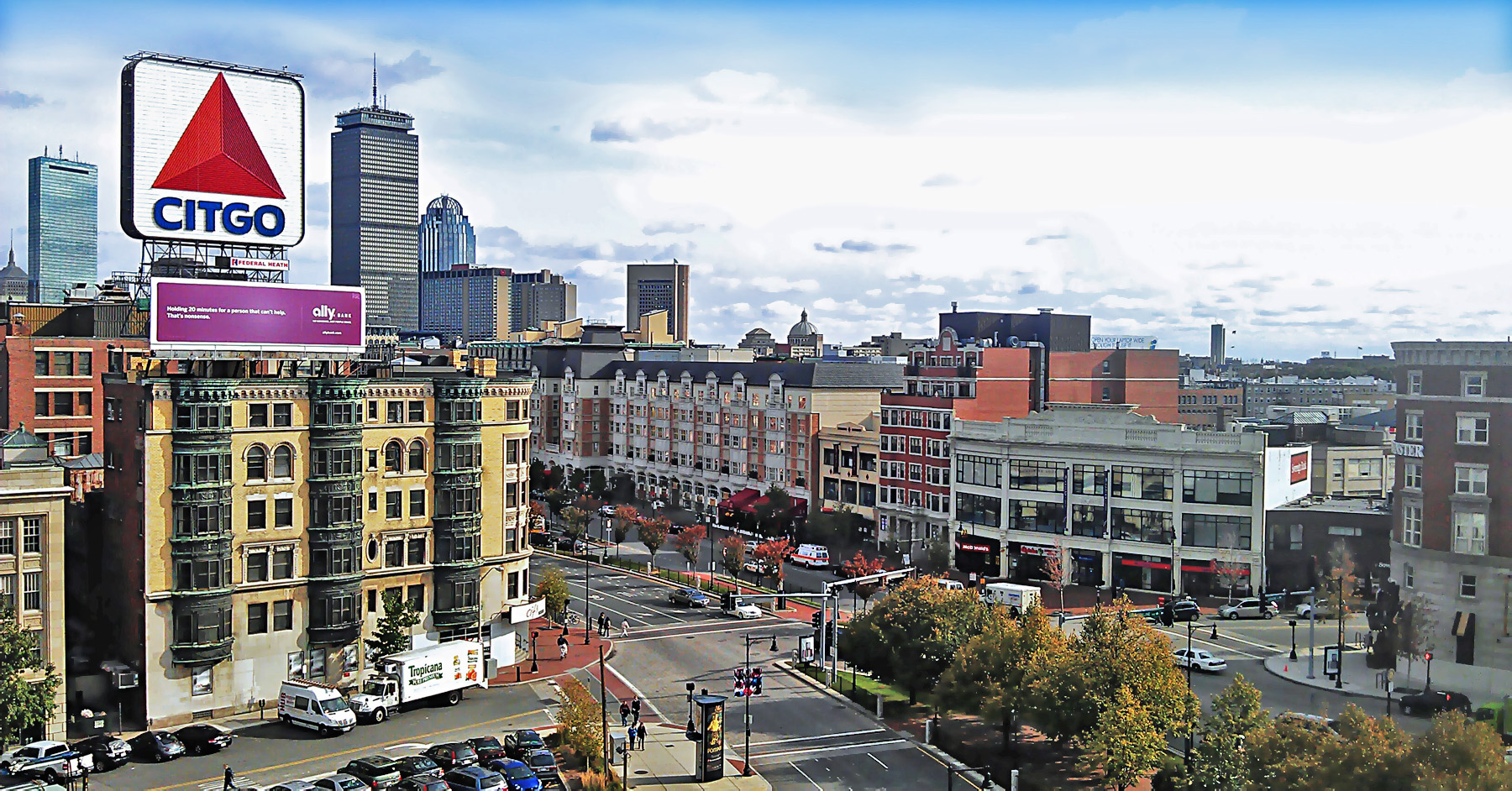
La place de Kenmore, à quelques pas du Fenway Park, avec le symbolique signe Citgo, lieu de rassemblement des supporters de baseball.

## Histoire
Avant la construction du Fenway Park, le baseball a été joué plusieurs terrains dans son histoire à proximité de l'actuel stade.
Soutenus par une troupe de 200 hommes connue sous le nom des Royal Rooters, les joueurs de baseball bostoniens évoluent dans une enceinte en bois. En 1887, les propriétaires du parc détruisent l'ancien terrain de baseball classique pour y construire l'une des plus belles enceintes sportives de cette époque. Le 15 mai 1894, des jeunes gens mettent le feu à des ordures dans le coin du stade. Rapidement, toute l'enceinte faite de bois prend feu et est détruite. Près de 174 autres bâtiments aux alentours s'enflamment, portant le coût des dommages de l'incendie à environ un million de dollars.
Dès sa création en 1901, les Americans de Boston évoluent sur les terrains de la Huntington Avenue.

### Genèse du stade
La construction de Fenway Park débute le 25 septembre 1911. La société James McLaughlan Construction Company a la charge du chantier d'après des plans de l'architecte Charles E. McLaughlin et du cabinet d'architectes Osborn Engineering. Ce chantier est lancé par le propriétaire des Sox John I. Taylor. Ce dernier désire doter son club d'un stade moderne avec une armature métallique, de nombreux stades en bois ayant été détruits par le feu dans les années précédentes.
La famille Taylor, qui possède notamment le quotidien The Boston Globe, contrôle également la Fenway Realty Company disposant de terrains dans le quartier de Fenway-Kenmore. Par tradition, on nomme alors généralement les stades au nom des propriétaires qui les financent. Dans le cas de Boston, la famille Taylor n'a pas de besoins en matière de notoriété, et opte plutôt pour un nom mettant en valeur sa société immobilière. Le pari de Taylor s'avère gagnant avec le rapide développement de ce quartier où une station de métro (Kenmore Square) entre en activité en 1914.
Le stade ouvre ses portes au public pour la première fois le 9 avril 1912 à l'occasion d'un match d'exhibition entre les Red Sox de Boston et l'équipe universitaire d'Harvard,. Les Sox s'imposent 2-0 deux jours avant l'ouverture de la saison de la Ligue américaine.

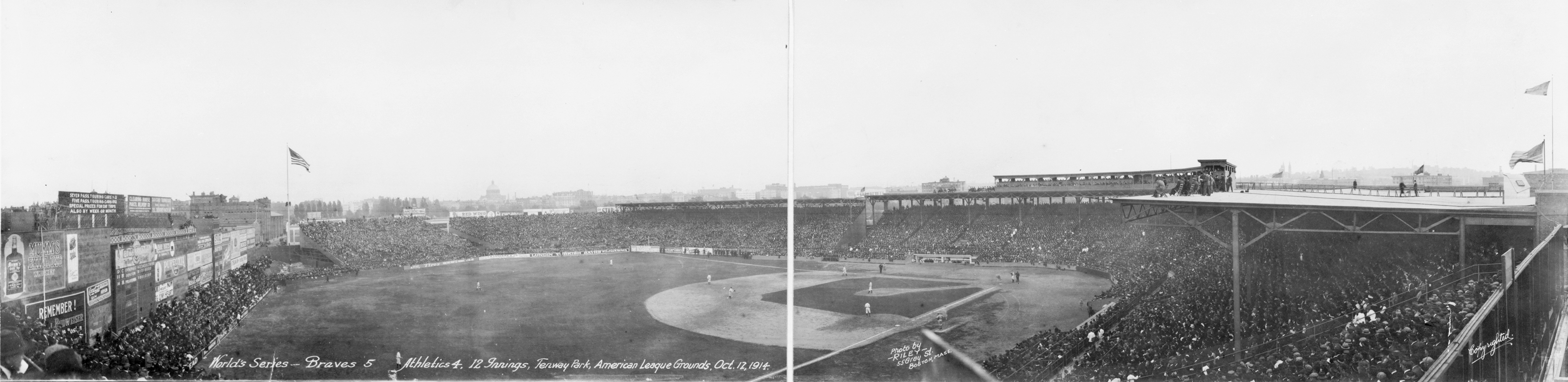
Panorama du Fenway Park pendant les Séries Mondiales 1914.

Pour son premier match de ligue majeure, le 20 avril 1912, le match est retardé de deux jours en raison de la pluie. Environ 20 000 spectateurs assistent lors cette rencontre à une victoire des Sox sur les Highlanders de New York (Yankees à partir de 1913) 7-6 en 11 manches après avoir été menés 5-1 après les trois premières manches. Le maire de Boston, John F. Fitzgerald, grand-père de John F. Kennedy, effectue le lancer inaugural. Charley Hall est le premier lanceur vainqueur dans ce stade en ligue majeure. Le premier coup de circuit est frappé le 26 avril par le joueur de première base des Sox, Hugh Bradley, lors d'une victoire 7-6 contre les Athletics de Philadelphie.
Un mur est érigé entre le champ gauche et le fond du terrain. Ancêtre du « Green Monster », il ne mesure alors que 25 pieds (7,62 m) de hauteur et n'attire pas vraiment l'attention. En revanche, la large piste d'avertissement en pente du champ gauche est rapidement surnommée « Duffy's Cliff » en souvenir de Duffy Lewis. L'expression devient rapidement aussi courante et populaire que Green Monster le deviendra plus tard.

Images du Fenway Park lors des Séries Mondiales 1914
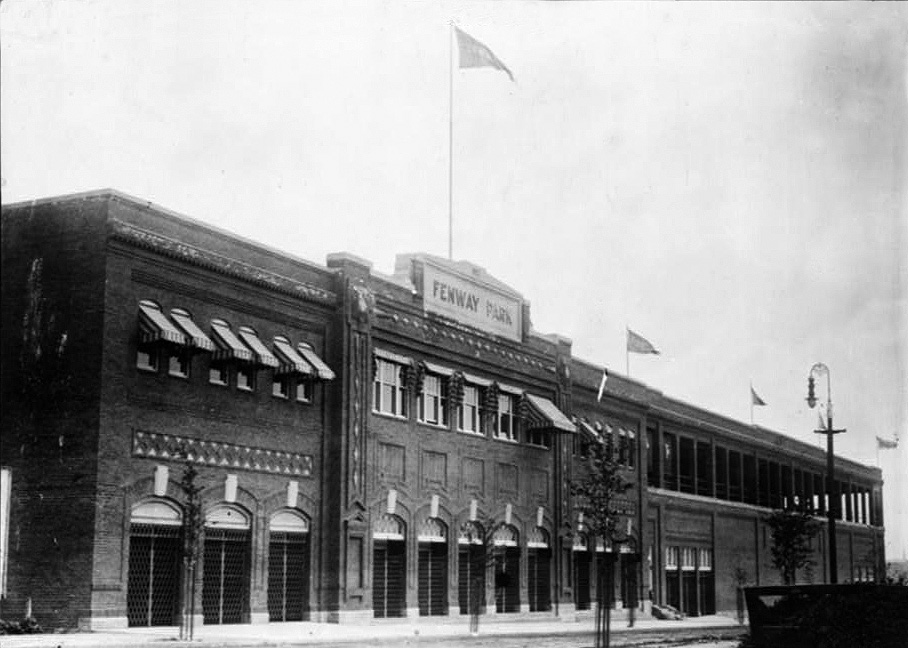
Le bâtiment principal du Fenway Park.
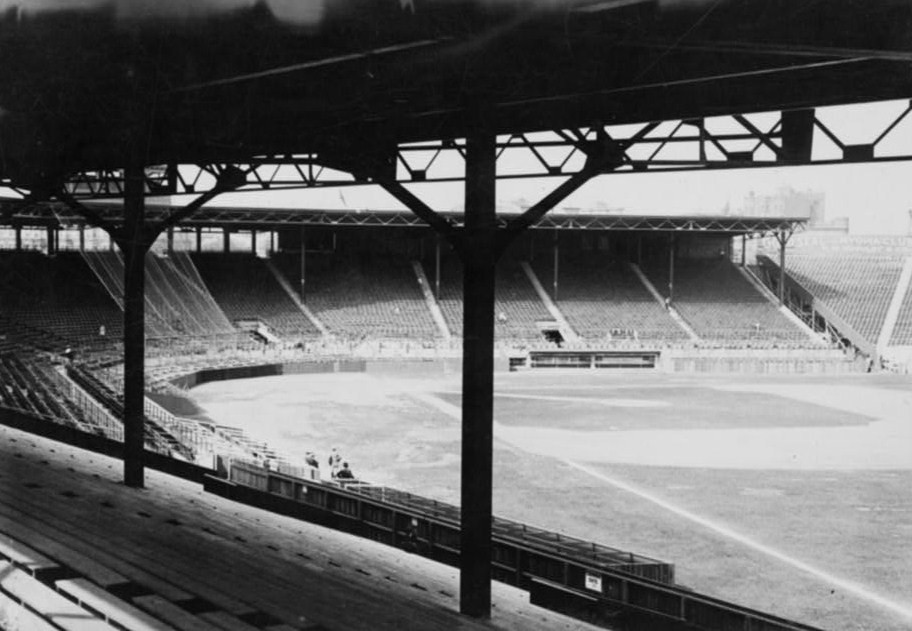
Vue intérieure du Fenway Park.
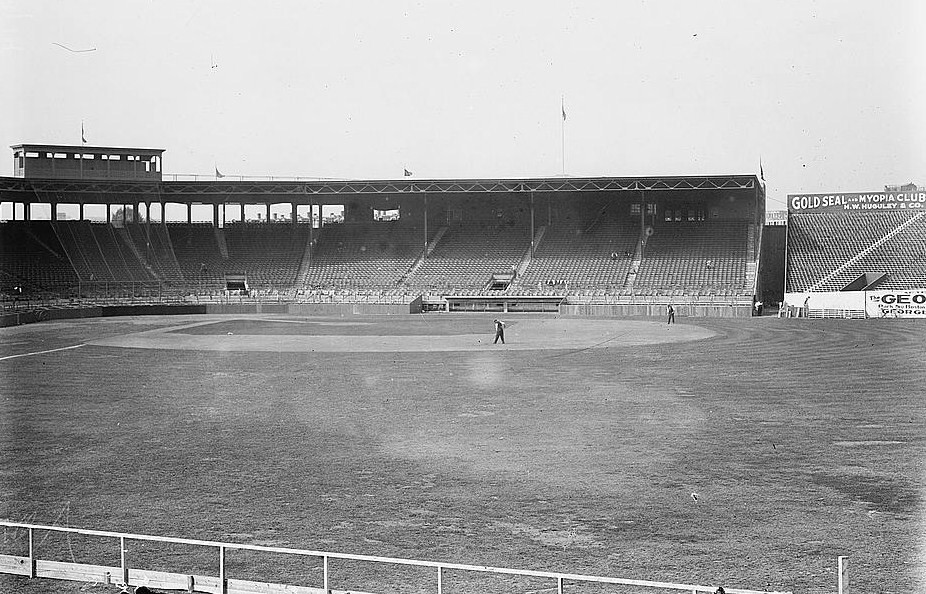
Terrain.
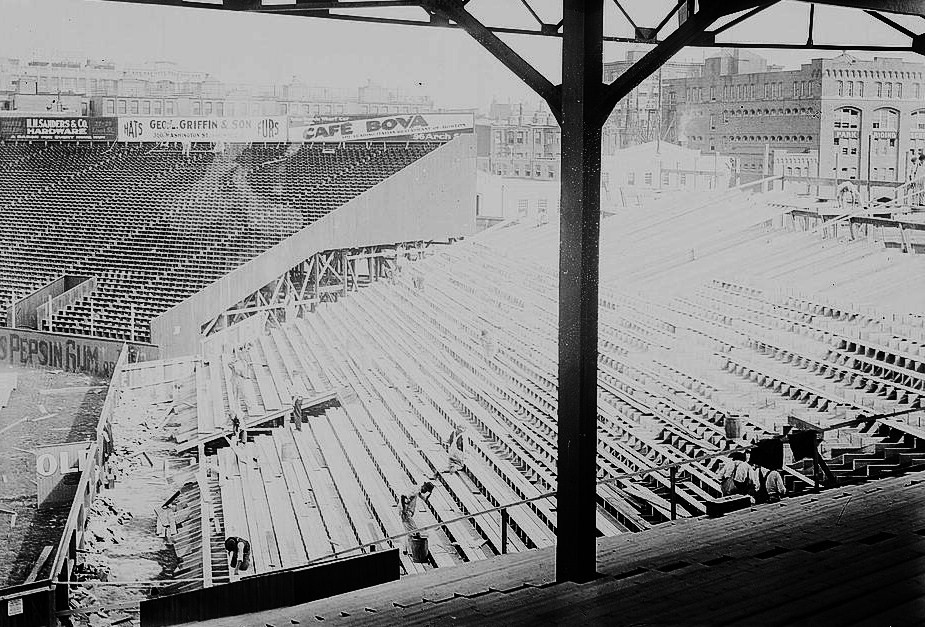
Tribune.
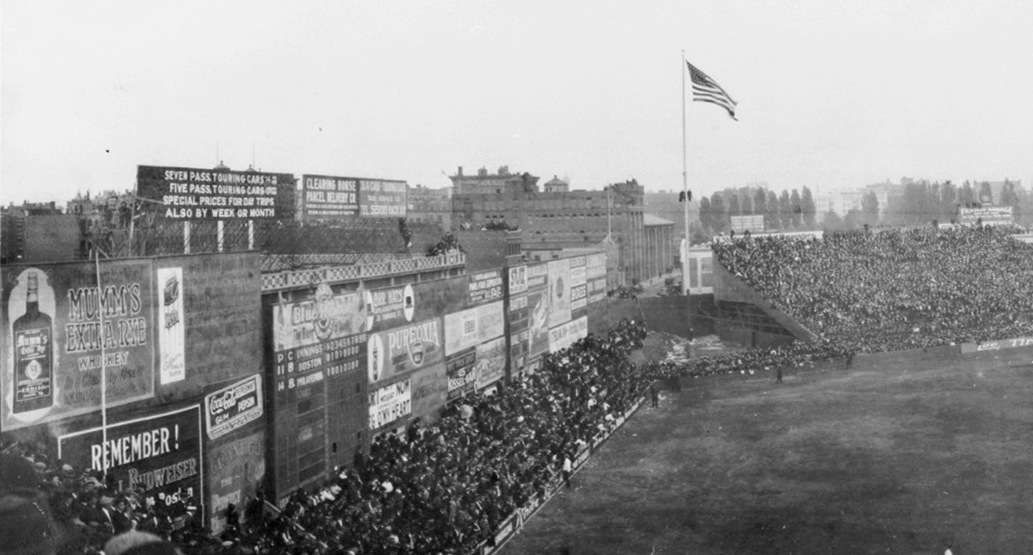
Le mur du Fenway Park initial.

em

### Rénovation de 1934
En mai 1933, le millionnaire Austin Yawkey achète les Red Sox de Boston, et le Fenway Park, à Bob Quinn pour 1 200 000 dollars. Yawkey investit dans l'équipe mais également dans le stade. Il souhaite ouvrir le « New Fenway Park » avec une rénovation estimée entre 1 250 000 et 1 500 000 dollars.
Les travaux d'agrandissement permettent aux Sox d'employer près de 750 ouvriers et de récréer du travail dans une période difficile après la crise de 1929. Ils commencent en décembre 1933, avec pour objectifs d'être terminés pour le début de la ligue majeure de baseball 1933 et de porter la capacité du Fenway Park à 33 817 places assises. Le 5 janvier 1934, une explosion part des estrades populaires et le feu s'étend les tribunes en bois. Plus de 300 pompiers sont dépêchés sur place pour éteindre l'incendie pour sauver le stade de baseball. Un autre incendie d'une plus faible ampleur a également lieu le 19 février au même endroit.
Le stade rouvre au public le 17 avril pour la reprise de la saison. L'actuel tableau d'affichage manuel date également la rénovation de 1934. Avec celui de Wrigley Field, c'est le seul encore en usage dans les stades de Ligue majeure. Le fameux « Green Monster » est également édifié en 1934 mais il est peint en vert depuis 1947.
Le record d'affluence culmine à 47 627 spectateurs payants le 22 septembre 1935 à l'occasion d'un choc face aux Yankees de New York. Avec l'adoption en 1940 d'une loi concernant les conditions de sécurité liées notamment aux incendies, de tels niveaux d'affluence ne peuvent plus être atteints.

### Après-guerre
Le premier match en soirée est joué à Fenway le 13 juin 1947. L'écran vidéo géant est installé en 1975 et 43 loges de 28 places chacune sont installées sous le toit en 1983-1984. Une autre section de loges est érigée derrière le marbre en 1988 : c'est le « 600 Club », rebaptisé le «.406 Club » en 2002. Les vitres de ces loges sont retirées en 2006 et la section devint l'« EMC Club ».
En 1914, les Séries mondiales n'impliquent pas les Red Sox, mais les Braves de Boston y jouent leurs matches car leur stade était indisponible. À l'inverse, les séries de 1915 impliquant les Red Sox se jouent au Braves Field, offrant plus de places assises que Fenway.

### Fenway Park moderne

Logo de la campagne Save Fenway Park

Les dirigeants des Red Sox désirent quitter Fenway Park à la fin des années 1990 pour se doter d'un stade moderne et plus grand. La pression des supporters et de la mairie de Boston est telle que Fenway Park est finalement conservé et rénové. L'opération de sauvetage du stade a pour nom « Save Fenway Park ».
Le 20 avril 2012, les Red Sox accueillent leurs grands rivaux, les Yankees de New York, lors de la célébration du 100e anniversaire du Fenway Park, où le premier match fut joué le 20 avril 1912 contre les Highlanders de New York, depuis devenus les Yankees. En présence d'anciennes vedettes des Sox, tels Carl Yastrzemski, Johnny Pesky, Bobby Doerr, Carlton Fisk, Jim Rice, Dwight Evans, Ike Delock, Jim Lonborg, Bill Lee, Bruc8e Hurst, Pedro Martinez, Bill Buckner, Mo Vaughn et Nomar Garciaparra, et de membres plus récents de la franchise tels Jason Varitek, Terry Francona et Tim Wakefield,,, les visiteurs l'emportent 6-2. Quelques personnalités des Red Sox brillent toutefois par leur absence : Wade Boggs, Fred Lynn, Curt Schilling, Manny Ramirez et Roger Clemens. Pour la partie, les deux clubs portent des uniformes spéciaux rappelant ceux de 1912, les Yankees arborant notamment les couleurs des Highlanders.

## Structures et équipements

### Champ de jeu
Si le losange a les mêmes dimensions sur tous les terrains de baseball des ligues majeures, les dimensions du terrain peuvent différer. Ainsi, les limites du terrain du Fenway Park sont particulières du fait de la proximité entre le frappeur et l'extrémité du champ gauche 94,5 mètres (310 pieds). Le Green Monster rend plus difficile les circuits.
Dimensions du terrain du Fenway Park :
- Champ gauche : 94,5 mètres (310 pieds).
- Champ centre gauche : 115,5 m (379 pieds).
- Champ centre : 118,9 m (390 pieds).
- Champ centre éloigné : 128 m (420 pieds).
- Champ droit éloigné : 115,8 m (380 pieds).
- Champ droit : 92 m (302 pieds).
- Dégagement du marbre : 18 m (60 pieds).

### Tribunes

#### The Triangle
The Triangle est une tribune du champ centre où les murs forment un triangle. Placé à 130 mètres du batteur, ce triangle est considéré comme la distance du champ centre.

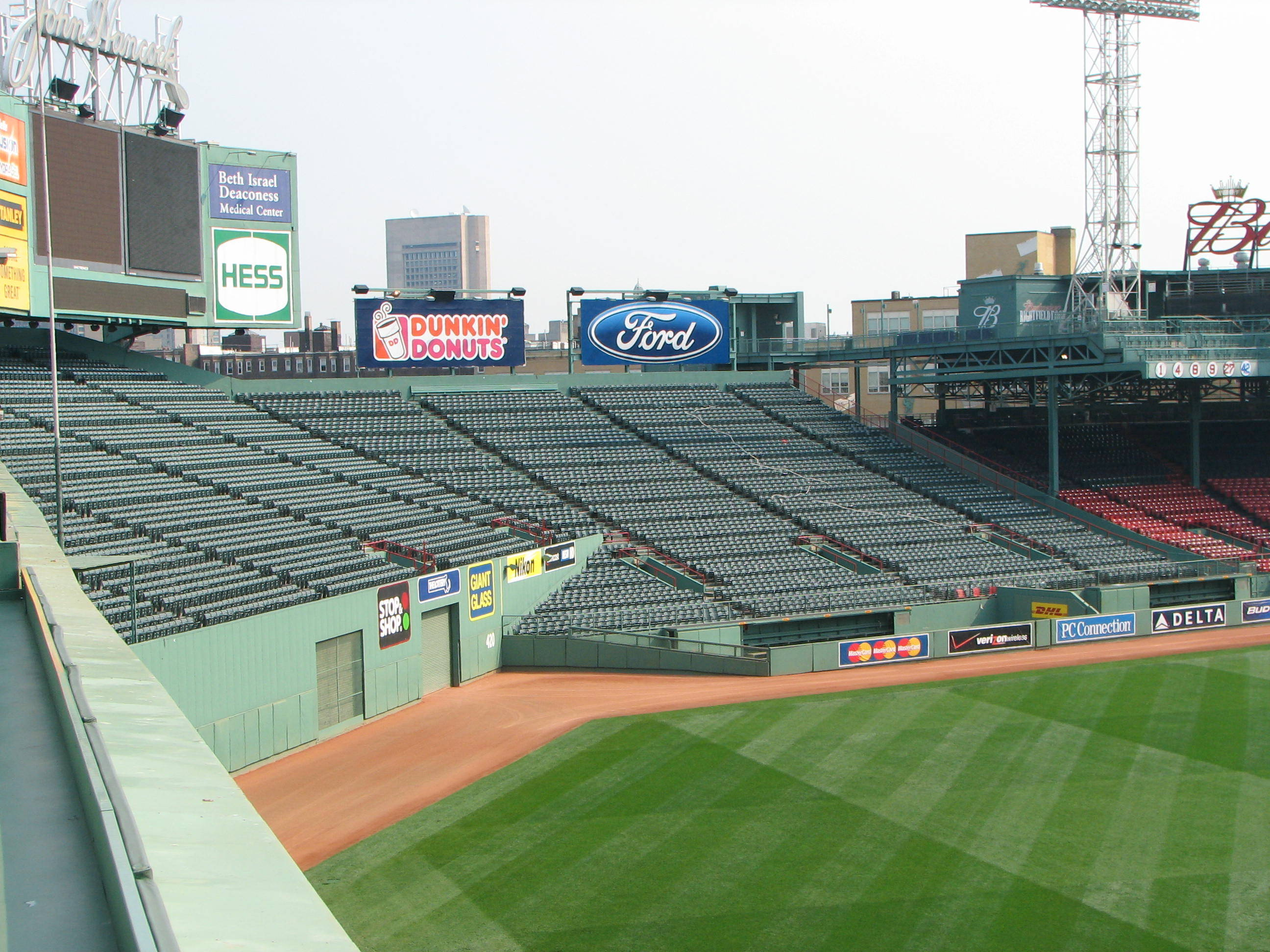
La tribune du Triangle.

Il y avait un petit triangle à la gauche du bas des tribunes populaires du champ central.

### Particularités

#### Monstre vert

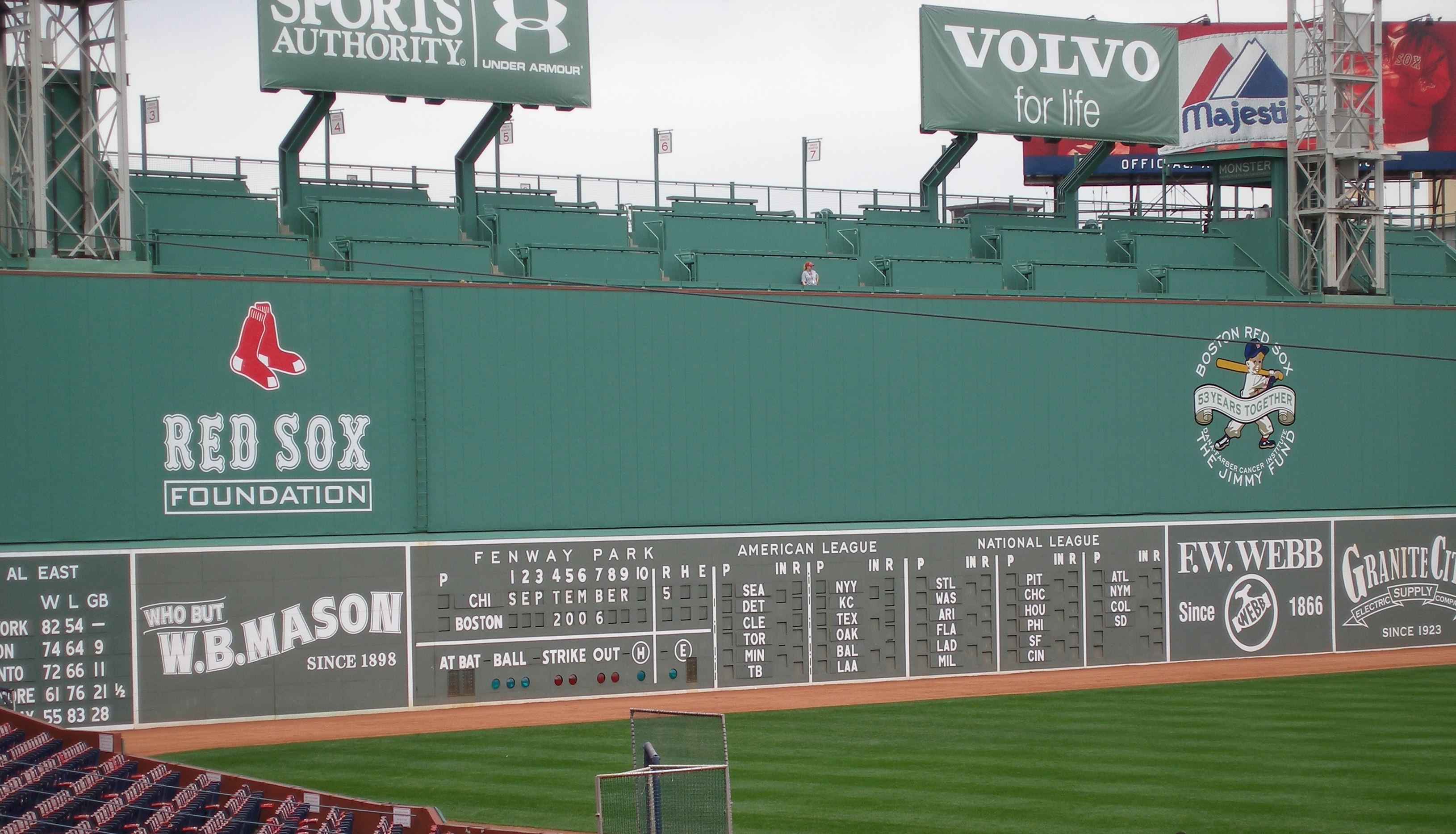
Le Green Monster.

La principale modification du Fenway Park en 1934 est l'apparition d'un mur mesurant 11,33 mètres de hauteur (37 pieds et 2 pouces)  et long de 70,40 mètres (231 pieds) à la place d'une butte appelée « Duffy's Cliff ». Plus haut et plus long que n'importe quel autre mur vu dans un stade de baseball jusqu'alors, il devient rapidement la signature du Fenway Park.
Le mur est une source d'informations importante dès sa création dans les années 1930. Un grand tableau d'affichage manuel avec le pointage du match en cours et de tous les résultats des autres matchs est actualisé par des travailleurs. Une petite porte dans le mur permettait à ces derniers de rentrer dans une pièce qui, ressemblant à une cellule de prison, pour faire fonctionner le tableau d'affichage. Au-dessus des résultats, le mur est recouvert de panneaux publicitaires.
En 1947, le mur est peint en vert et devient le Green Monster. Le Green Monster est en plastique depuis 1976.
Placé à seulement 95 mètres du batteur, le mur est censé avantager les droitiers pour réaliser des coups de circuit. Le Green Monster joue un rôle important dans la stratégie des matchs de baseball joués au Fenway Park.

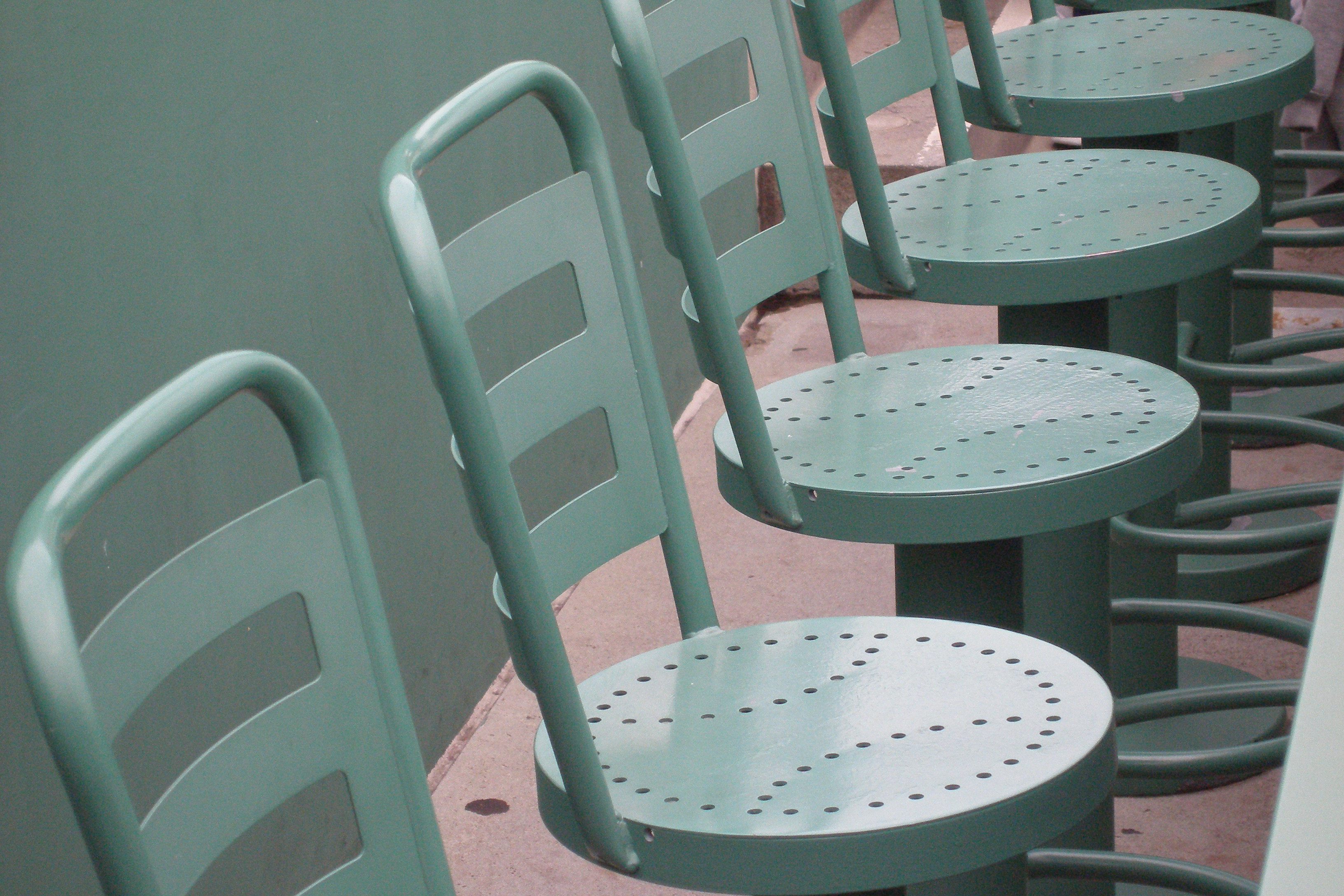
Les sièges en haut du Green Monster sont des sièges de bar.

Depuis 2003, environ 250 sièges sont présents en haut du Green Monster.

#### Red seat

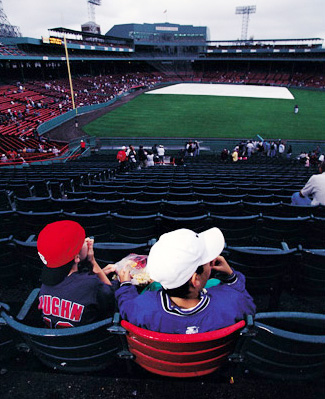
Le « Red seat » de Fenway

Parmi les fauteuils bleus de la tribune du champ droit, un fauteuil rouge marque la distance maximum atteinte par un coup de circuit au Fenway Park. C'est le « Red seat », localisé Section 42, Rang 37, Siège 21. Ted Williams réussit ce coup le 9 juin 1946.

#### Poteau de Pesky
Le poteau de Pesky est le surnom du poteau des balles fausses du champ droit de Fenway Park. Il est nommé en hommage à Johnny Pesky qui a porté le maillot des Red Sox de Boston de 1942 à 1952. Le poteau est placé à 92 mètres loin du frappeur.
Le terme est utilisé dans les années 1950 mais il se développe particulièrement lorsque Mel Parnell devient un des commentateurs des rencontres des Red Sox.
Le 27 septembre 2006, l'organisation des Red Sox de Boston nomme officiellement le poteau au nom de Pesky pour son 87e anniversaire avec une plaque commémorative.
Le siège juste derrière le poteau de Pesky est le siège 5 de la rangée E de la section 94.

## Utilisations
Le baseball est la principale discipline pratiquée à Fenway Park, mais ce n'a pas été la seule. Les Redskins de Boston puis les Patriots de Boston (1963-1968) ont joué des matchs de football américain de la NFL dans le stade. Des matchs de football y ont eu lieu et des concerts se tiennent également à Fenway Park, le plus célèbre étant celui des Rolling Stones le 24 août 2005.

### Baseball

#### Red Sox de Boston
Le Fenway Park est le stade historique des Red Sox de Boston qui y évoluent depuis sa construction en 1912.

#### Match des étoiles de la Ligue majeure de baseball
Fenway Park accueille le match des étoiles en 1946, 1961 et 1999 et les Séries mondiales en 1912, 1914 (Braves de Boston), 1918, 1946, 1967, 1975, 1986, 2004, 2007 et 2013.

### Football américain
Les premières équipes de football américain de Boston n'ont pas de stade où ils sont résidents. En 1926, la première équipe de la ville dans la American Football League, les Bulldogs de Boston, jouent leurs matchs au Fenway Park et au Braves Field. Dix années plus tard, les Shamrocks font de même pendant deux saisons entre 1937 et 1938 puis le club disparait. Les Redskins jouent dans le stade pendant leurs quatre saisons d'existence de 1933 à 1936 alors qu'ils évoluent dans la National Football League. Les Yanks y jouent dans les années 1940. Enfin, les Patriots de Boston y évoluent de 1963 à 1968. Les équipes de football américain universitaires de la région de Boston y ont évolué à de nombreuses occasions.

### Football

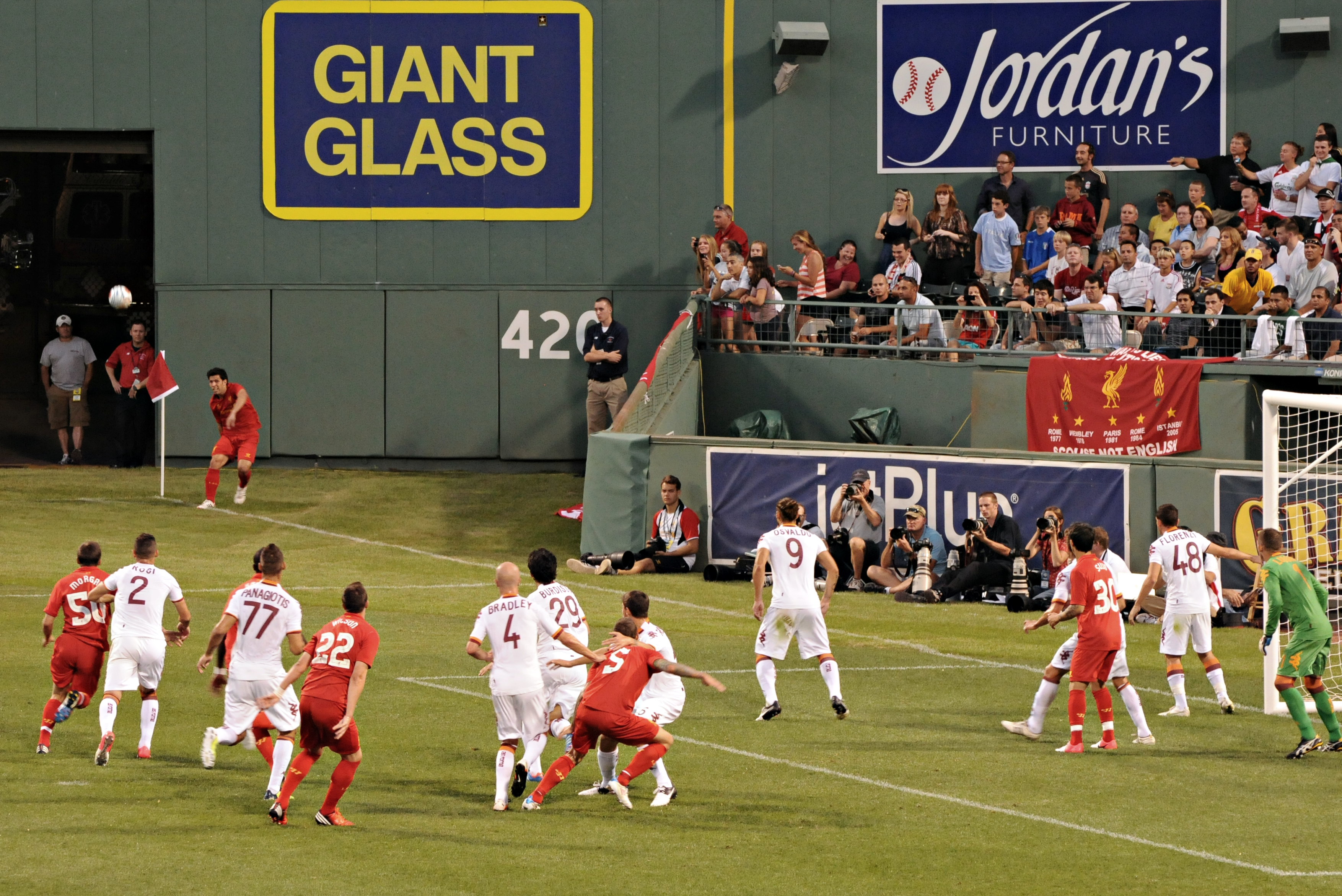
Corner lors du match de football Liverpool-AS Rome en 2012.

Le 25 juillet 2012, le Liverpool Football Club rencontre l'AS Rome au Fenway Park lors d'un match amical.

### Hockey sur glace
- 2010 NHL Winter Classic, 1er janvier 2010

Un match de hockey sur glace de la LNH fut organisé le 1er janvier 2010 à l'occasion de la Classique Hivernale opposant les Flyers de Philadelphie et l'équipe locale, les Bruins de Boston. Ceux-ci ont même gagné ce match 2-1 sur un but de Marco Sturm en prolongation.

### Concerts
- Concert des Rolling Stones, 24 août 2005
- Concert du Dave Matthews Band, 7 juillet 2006
- Concerts des Dropkick Murphys, 8 & 9 septembre 2011
- Concert de Pearl Jam le 5 Août 2016
- Concert de Lady Gaga les 1er et 2 septembre 2017 pour sa tournée The Joanne World Tour

## Capacité et affluences
La capacité de Fenway Park entre 1912 et 1947 est d'environ 35 000 places, mais elle peut évoluer fortement car des personnes peuvent rester debout. L'affluence record du Fenway Park est de 47 627 le 22 septembre 1935. Il est l'un des seuls stades de baseball pouvant accueillir moins de 40 000 personnes.
| 1912-1946 | 1947-1948 | 1949-1952 | 1953-1957 | 1958-1959 | 1960   | 1961-1964 | 1965-1967 |
| --------- | --------- | --------- | --------- | --------- | ------ | --------- | --------- |
| 35 000    | 35 500    | 35 200    | 34 824    | 34 819    | 33 368 | 33 357    | 33 524    |

| 1968-1970 | 1971-1975 | 1976   | 1977-1978 | 1979-1980 | 1981-1982 | 1983-1984 | 1985-1988 |
| --------- | --------- | ------ | --------- | --------- | --------- | --------- | --------- |
| 33 375    | 33 379    | 33 437 | 33 513    | 33 538    | 33 536    | 33 465    | 33 583    |

| 1989-1990 | 1991   | 1992   | 1993-1994 | 1995-2000                   | 2001-2002                   | 2003                        | 2004-2005                   |
| --------- | ------ | ------ | --------- | --------------------------- | --------------------------- | --------------------------- | --------------------------- |
| 34 182    | 34 171 | 33 925 | 34 218    | 33 455 (jour) 33 871 (nuit) | 33 577 (jour) 33 993 (nuit) | 34 482 (jour) 34 898 (nuit) | 34 679 (jour) 35 095 (nuit) |

| 2006                        | 2007                        | 2008                        | 2009                        | 2010                        | 2011                        | 2012                        | 2013                        |
| --------------------------- | --------------------------- | --------------------------- | --------------------------- | --------------------------- | --------------------------- | --------------------------- | --------------------------- |
| 35 692 (jour) 36 108 (nuit) | 36 109 (jour) 36 525 (nuit) | 36 945 (jour) 37 373 (nuit) | 36 984 (jour) 37 400 (nuit) | 36 986 (jour) 37 402 (nuit) | 37 065 (jour) 37 493 (nuit) | 37 067 (jour) 37 495 (nuit) | 37 071 (jour) 37 499 (nuit) |

Les Red Sox ont joué à guichets fermés du 15 mai 2003 au 10 avril 2013. Cette série de 794 matchs de saison régulière, 820 avec les matchs de séries éliminatoires, constitue un record pour les ligues majeures de baseball.

## Fenway Park dans la culture populaire
- Dans la série Ally McBeal (saison 2 épisode 1), Ally éprouve une attirance pour Jason Tresham, un jeune homme de dix-huit ans. Il lui fait visiter le Fenway Park car son oncle est le gardien du stade. Ils sont tous les deux au milieu du stade en train de faire semblant de jouer.
- Dans le film Terrain d'entente, Lindsey, une jeune femme dynamique, pense avoir trouvé la perle rare lorsqu'elle tombe amoureuse de Ben. Ils passent un hiver sans encombre, mais quand les beaux jours arrivent et que la saison de baseball redémarre, Lindsey réalise que Ben est un fan absolu de l'équipe des Red Sox de Boston, et son obsession pourrait bien briser leur couple.
- Le Fenway Park de Boston apparaît également dans le film The Town, sorti en 2010, où il sert de cadre à un braquage. En effet, Ben Affleck, alias Doug MacRay dans le film, et son équipe de gangsters, vont aller dévaliser le coffre-fort du célèbre stade qui contient toutes les recettes après un week-end de match.
- Dans le film Ted, Rex, (Joel McHale) poursuit Ted dans les tribunes du stade.
- Dans Le Stratège, Billy Bean (Brad Pitt) prend un café avec le manager général des Red Sox, dans les tribunes présidentielles du stade...
- Dans le jeu vidéo Fallout 4, le stade a été reconverti en ville de fortune, Diamond City, surnommée "le Diamant vert du Commonwealth" à la suite d'une guerre nucléaire.
- Le premier épisode de la saison 2 de The Handmaid's Tale y a été tourné pour partie

## Galerie

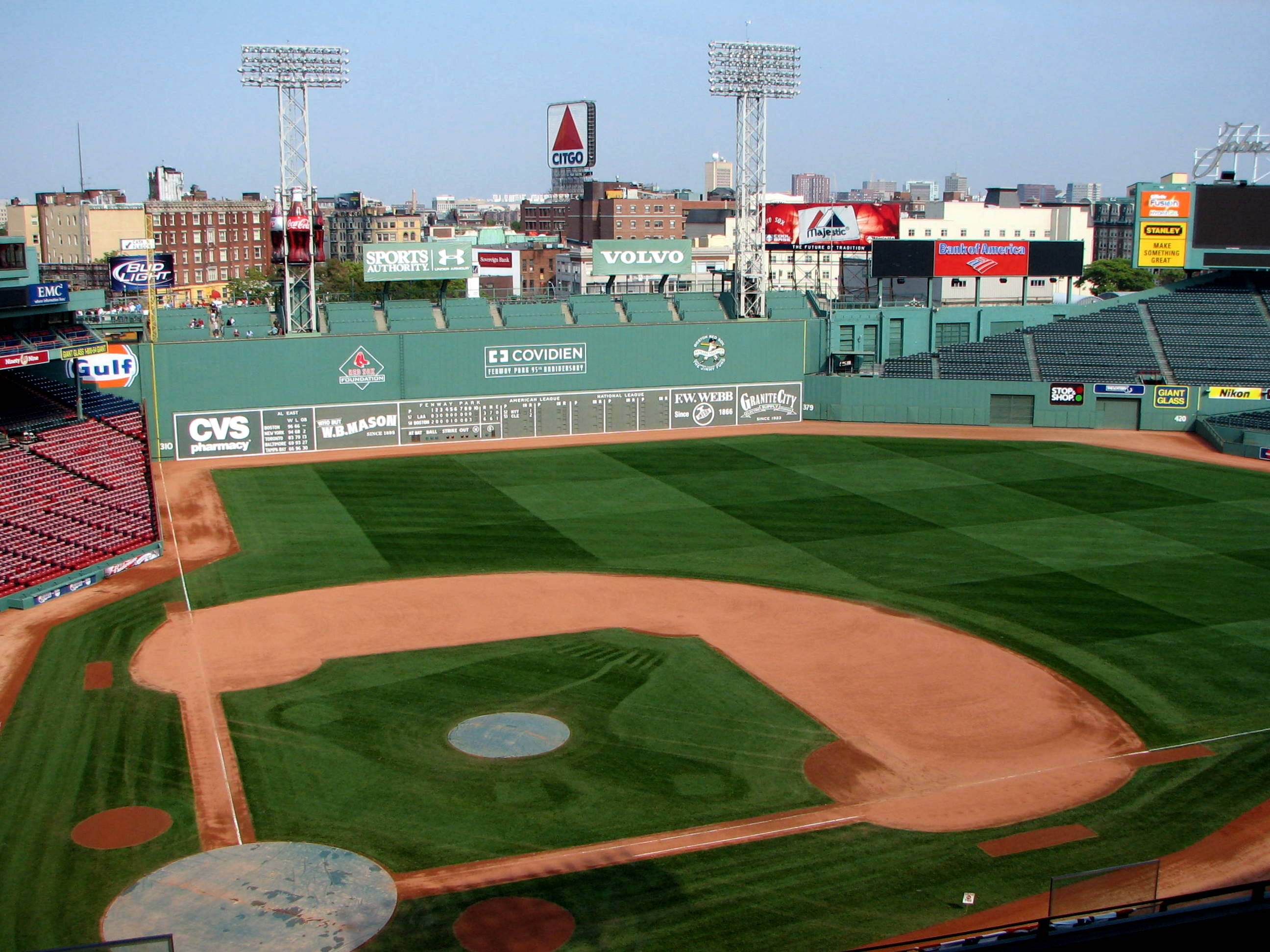
Fenway Park
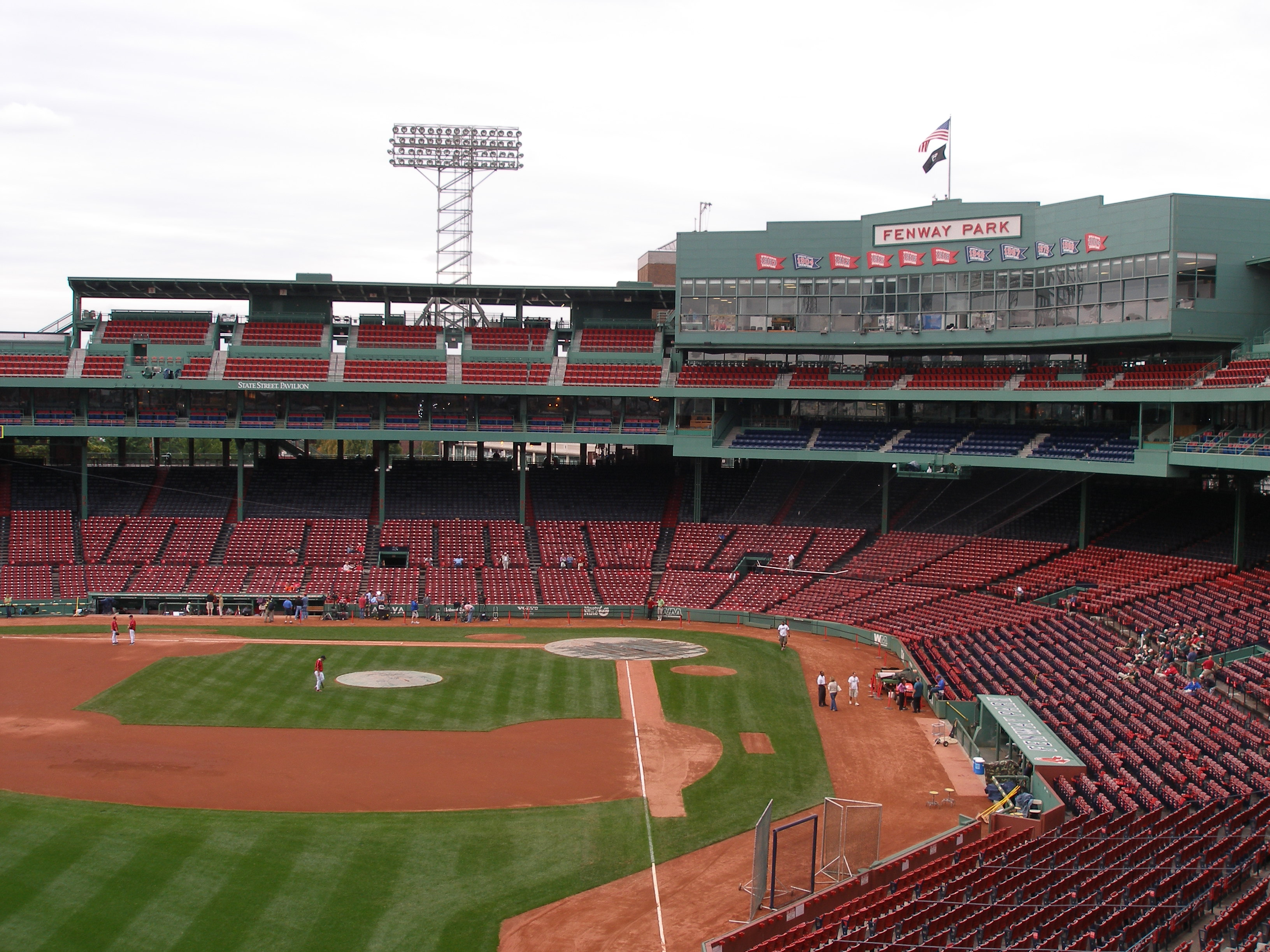
Depuis le Green Monster
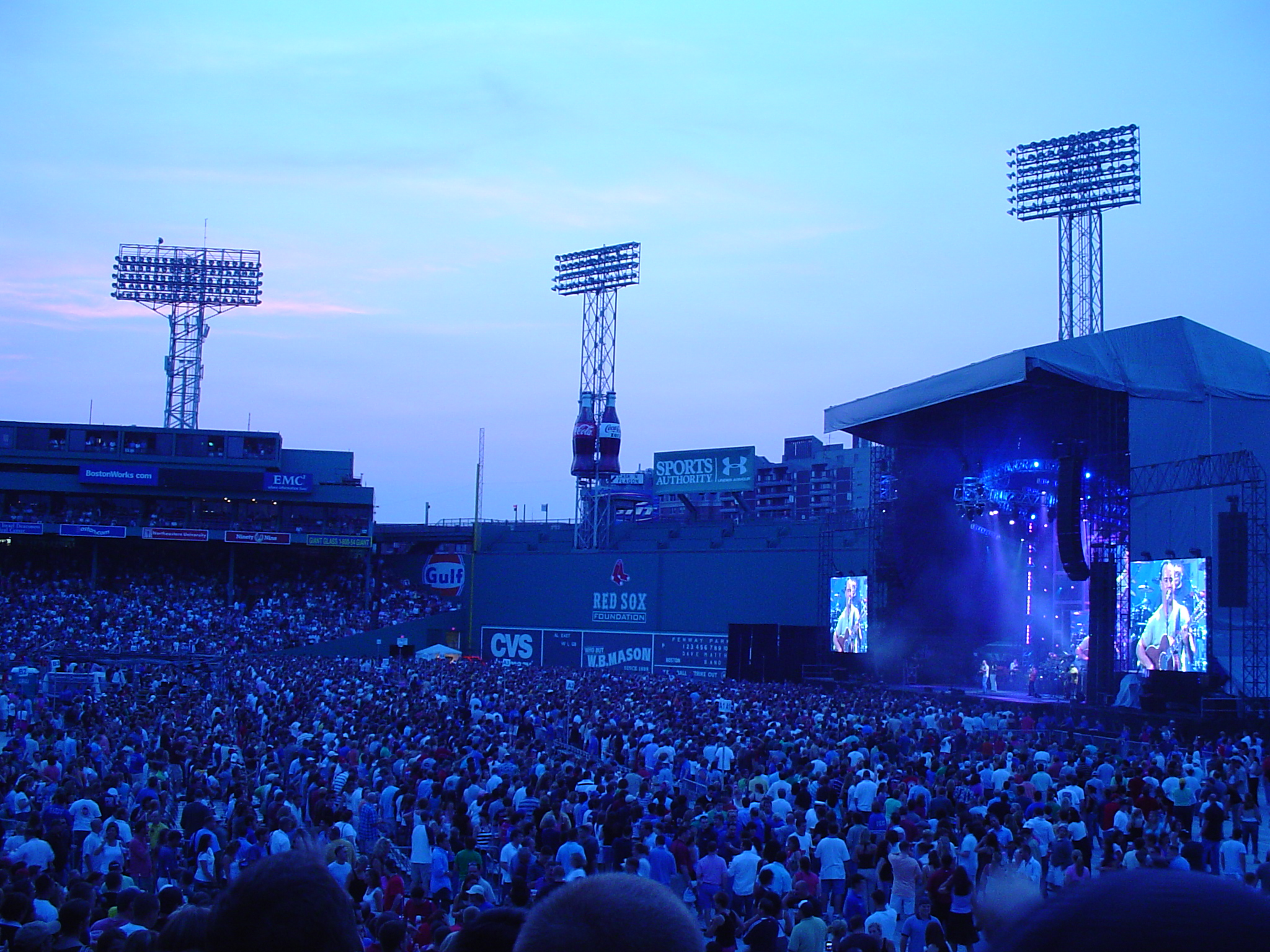
Concert DMB
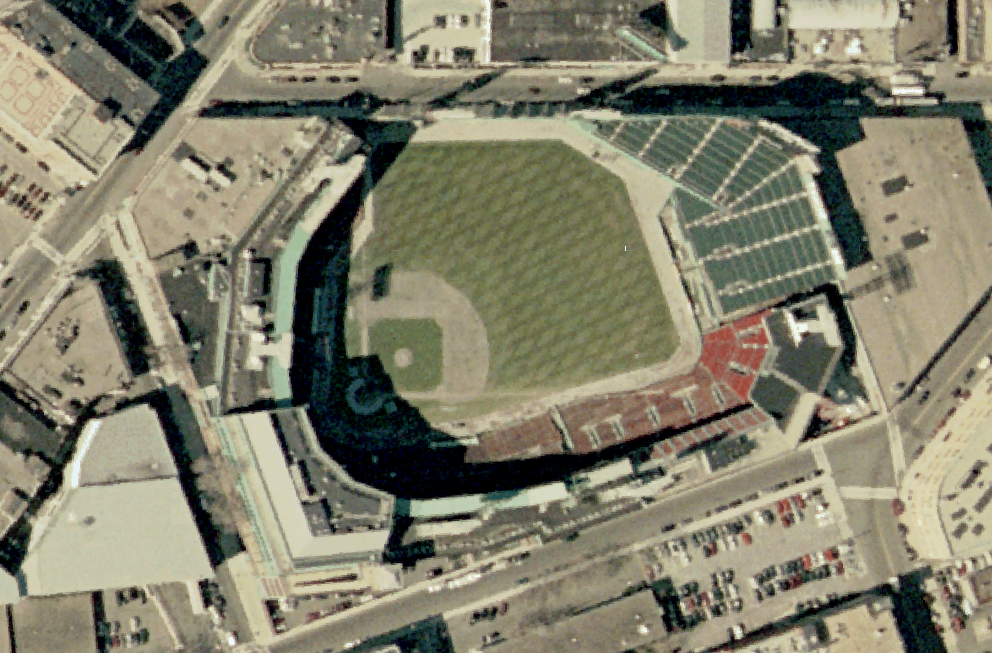
Image satellite
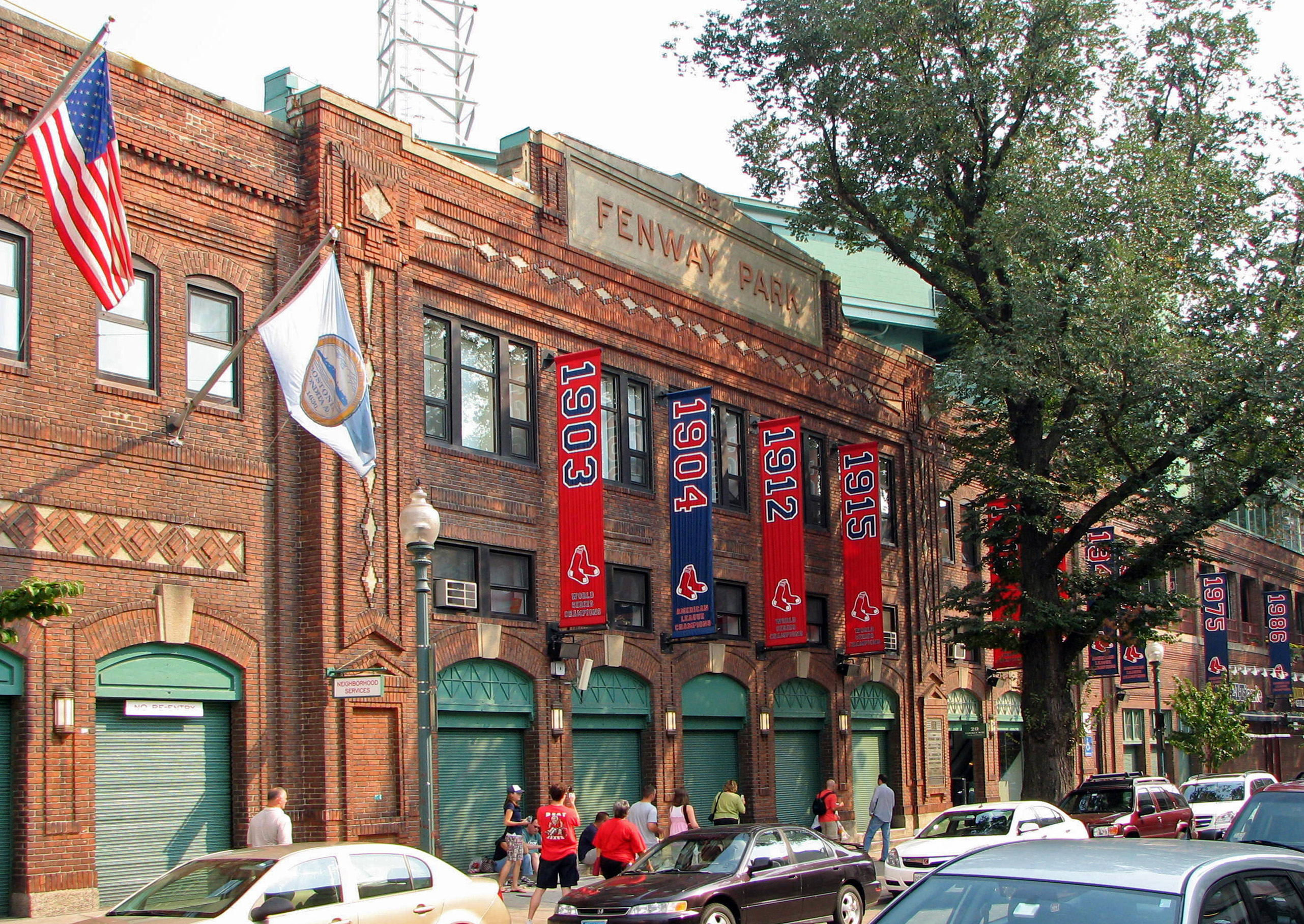
Entrée principale sur Yawkey Way
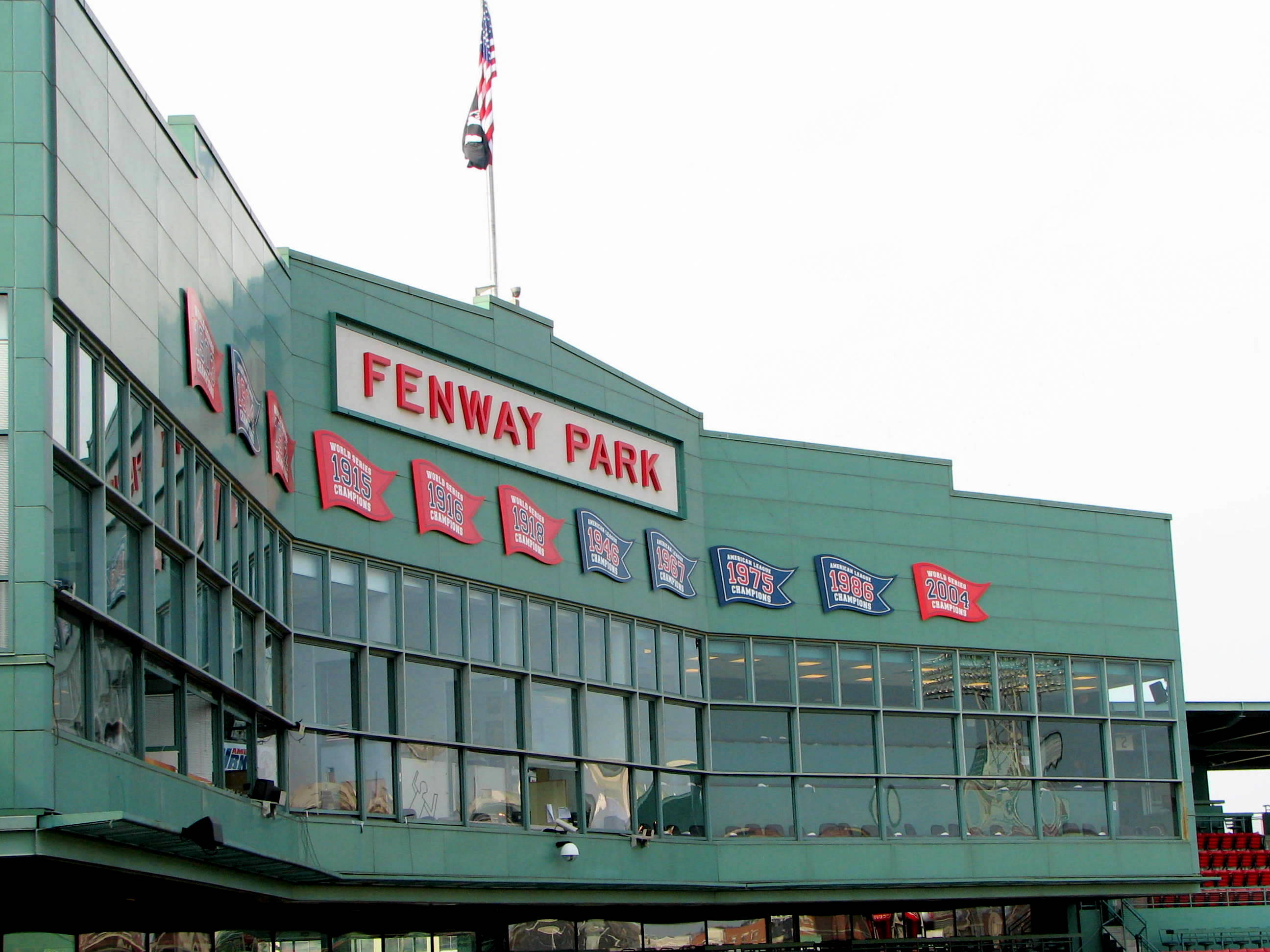
Galerie de la presse